# Jimmy Swaggart
Jimmy Swaggart (Ferriday, 15 de março de 1935 – Baton Rouge, 1 de julho de 2025) foi um tele-evangelista independente de origem pentecostal.

## Biografia
Jimmy Lee Swaggart nasceu em 15 de março de 1935, em Ferriday, Louisiana, filho do violinista e pregador pentecostal Willie Leon Swaggart e Minnie Bell. Jimmy Swaggart é primo em primeiro grau do cantor Jerry Lee Lewis.
Em 1952, aos 17 anos, Swaggart se casou com Frances Anderson, de 15 anos, que conheceu na igreja em Wisner, Louisiana, enquanto tocava música com seu pai, que pastoreava a Igreja Assembleia de Deus. Eles têm um filho chamado Donnie. Swaggart trabalhou vem vários trabalhos eventuais para sustentar sua jovem família e também começou a cantar música gospel sulista em várias igrejas.
Em 1955 iniciou sua carreira dee pregador itinerante e em 1971 iniciou a transmissão via TV.
Possui muitos programas de rádio e televisão em vários países. É cantor com muitos discos gravados e escritor com vários livros escritos. Normalmente, seus sermões eram acompanhados de músicas alegres cantadas e tocadas por ele mesmo ao piano. Jimmy Swaggart influenciou toda uma geração de pregadores pelo mundo afora nos anos 1980, principalmente onde seu programa semanal era transmitido. No Brasil, seu programa era levado ao ar todas as manhãs pela Rede Bandeirantes de Televisão. Jimmy Swaggart esteve no Brasil por cinco vezes, onde realizou eventos nos estádios como o Maracanã, Morumbi e no Mineiro. Editou a Bíblia de Estudo do Expositor voltada para pregadores.
O principal evangelista de TV dos EUA, renunciou em 21 de fevereiro de 1988 ao seu ministério, depois ter sido fotografado com uma prostituta em Luisiana. Sua igreja recebeu as fotografias mostrando Swaggart com a prostituta Debra Murphree em um motel.
Na frente de uma congregação de 7 000 pessoas em Baton Rouge, Luisiana, ele chorou e confessou a " falha moral ", sem descrever nenhum detalhe.
"Pequei contra vocês e eu imploro seu perdão. Eu não pretendo de forma alguma encobrir o meu pecado ou chamá-lo de um erro", disse aos chocados membros de seu "Centro de Culto da Família". Virando-se para sua esposa, Frances, ele disse: "Pequei contra ti, e eu imploro teu perdão".
A confissão de Swaggart teve ainda maior impacto, já que ele mesmo havia desencadeado, meses antes, um furioso ataque contra seu rival, o também tele-evangelista de TV, Jim Bakker, por este ter cometido adultério com a secretária Jessica Hahn. Bakker foi posteriormente excomungado e demitido de seu ministério na TV.
Foi excomungado das Assemblies of God devido a esse escândalo. Após os anos 1990 e até à atualidade, o Pastor Jimmy voltou ao seu programa e seu ministério.    

### Críticas
Swaggart é criticado por seu envolvimento com prostituição.
É criticado por providenciar fundos e apoio ao grupo guerrilheiro de direita Resistência Nacional Moçambicana.
"Leper Messiah", música do álbum Master of Puppets (mestre das marionetes) do Metallica foi lançado em 1986 e criticava duramente comportamentos relacionados as estrelas do televangelismo.
A música e o videoclipe "Miracle man", de Ozzy Osbourne, lançada em 1988, é uma sátira sobre o incidente de Jimmy com prostitutas, que veio a tona na mesma época. Anteriormente Jimmy usou várias vezes o nome de Ozzy para criticá-lo e acusá-lo de ser uma influência demoníaca para os jovens.
O igualmente célebre músico de rock Lou Reed afirma, ironicamente, ser "sins of Swaggart" na faixa 13-"Strawman", k álbum "New York", de 1989.
Ele é citado também na canção "Holy Smoke (canção)" da banda de heavy metal Iron Maiden.
Também ficou conhecido por acusar a banda de white metal Stryper de jogarem pérolas aos porcos, numa referência à distribuição de bíblias no show. Foram questionados também em relação à fé, por causa das roupas de palco e do som.